# Pygopleurus israelitus
Pygopleurus israelitus är en skalbaggsart som beskrevs av Werner Heinz Muche 1963. Pygopleurus israelitus ingår i släktet Pygopleurus och familjen Glaphyridae. Inga underarter finns listade i Catalogue of Life.